# Persicaria undulata
Persicaria undulata är en slideväxtart som först beskrevs av Johan Andreas Murray, och fick sitt nu gällande namn av Hugo Gross. Persicaria undulata ingår i släktet pilörter, och familjen slideväxter. Inga underarter finns listade i Catalogue of Life.